# 史卓加斯特體育會
史卓加斯特體育會是一間位於德拉門的挪威足球球會，於1907年2月10日成立。球會在六七十年代在年輕射手Steinar Pettersen和隊友帶領下，曾經有一段輝煌時期。他們把球會在幾年內，由第四級別的聯賽帶到挪威足球超級聯賽。而他們於1970年贏得挪超聯冠軍，和在1969年、1970年、1973年和1991年贏得挪威杯冠軍。而在1997年，他們也獲得近年最佳的成績，於超聯獲得第三名，和獲得挪威杯亞軍。
在2006年球季開始前，球會被一班投資者挽救，脫離破產的危機。之後，球會簽入13名球員，同時令15名球員離隊。
球會有一個球迷會，稱為GodsetUnionen。
而球會的球迷人數，在上季增加了差不多一倍，而球會也於2007年球季升至挪超聯作賽。他們於2006年球季最後四輪的甲級聯賽保住升班席位，也於最後兩輪確保冠軍位置。翼鋒Mattias Andersson成為聯賽的神射手，入了21球。球會的教練是Øyvind Leonhardsen，他也會是2007年球季的教練。

## 主場
史卓加斯特的主場位於馬利安列斯球場，大約可容納8500人。球場曾於2003年作出重大的改善工程。而有紀錄以來最高的入場紀錄，是1969年對洛辛堡的賽事，當時有16,687人入場。
球場的別稱是 "Gamle Gress" (即「老球場」的意思)。

## 榮譽
- 挪威足球超級聯賽:
  - 冠軍 (2): 1970年、2013年

- 挪威盃:
  - 冠軍 (4): 1969年、1970年、1973年、1991年
  - 亞軍 (3): 1993年、1997年、2018年

## 外部連結
- 官方網站（页面存档备份，存于）
- 球迷網站（页面存档备份，存于）